# کچرانلو
کچرانلو، روستایی از توابع بخش مرکزی شهرستان بجنورد در استان خراسان شمالی ایران است.
این روستا به فاصله 15 کیلومتری از مرکز شهرستان بجنورد به سمت شهرستان شوقان می باشد.
روستاهای همجوار فیروزه-ارک-مطرانلو-خوش منظر می باشد.

## جمعیت
این روستا در دهستان آلاداغ قرار دارد و براساس سرشماری مرکز آمار ایران در سال ۱۳۸۵، جمعیت آن ۷۵۵ نفر (۱۹۰خانوار) بوده‌است.